# Finola Hughes
Finola Hughes (Londen, 29 oktober 1959) is een Engelse actrice uit een Ierse, Italiaanse familie. Ze is getrouwd met Russel Young, het paar heeft twee kinderen.
Hughes heeft aan een Engelse privaatschool gestudeerd en op 10-jarige leeftijd legde ze zich toe op het beoefenen van ballet. Zij heeft dit tot haar zeventiende gedaan. Haar eerste openbare optreden was in de Royal Opera House in Covent Garden. Ze was toen elf jaar. Hierna ging Hughes één jaar bij een balletgroep werken, voor ze terugkeerde naar Londen, waar ze begon te werken als danseres en af en toe in een filmrolletje optrad.
Huges is onder meer bekend door haar rol als Patricia Halliwell en de tv-reeks Charmed, waar ze de tv-moeder vertolkt van de Charmed Ones Prue (Shannen Doherty), Piper (Holly Marie Combs), Phoebe (Alyssa Milano) en Paige (Rose McGowan).
Ook geniet ze een bekendheid in de rol van Anna Devane (General Hospital) alsook voor de rol van Anna Devane haar tweelingzuster Dokter Alexandra Devane Marick in All My Children.
In 1980 werd ze gecast voor de rol van Victoria de witte kat in de musical Cats van Andrew Lloyd Webber. Hij interviewde elk lid van zijn cast persoonlijk, om hen zo intens mogelijk te leren kennen en als zodanig een stukje van hun persoonlijkheid in zijn personages kon leggen.
Na haar ervaring van een jaar in Cats werd ze nog gecast voor een rol in Song and Dance en Nutkracker met de actrice Joan Collins in de hoofdrol. Het was door haar schitterende vertolking in Cats en Song and Dances dat ze werd opgemerkt en gecast door de acteur/regisseur Sylvester Stallone in haar eerste Amerikaanse film Staying Alive, waarin ze samen met de acteur John Travolta de hoofdrol voor haar rekening nam.
Hughes verscheen ook in de serie Blossom en in het X-Men-personage Emma Frost in de televisiefilm Generation X. Ze verliet de serie All My Children in 2003 om haar eigen praatprogramma te presenteren op The Style Network: How Do I Look?
Hughes won een Daytime Emmy Award in 1991 als Outstanding Lead Actress in General Hospital. Ze werd ook genomineerd in dezelfde categorie in 2000 voor haar werk in All My Children als Alex en in 2002 als Anna.
Er was een bevestigend bericht dat Finola Hughes in mei 2006 zou terugkeren naar General Hospital als deel van een May Sweeps-aflevering waarin drie veteranen van General Hospital terugkeren. Gevolgd op de goede respons van haar sweeps return blijft Hughes voor een ongelimiteerde tijd in General Hospital

## Filmografie
- Nutcracker (1982) als Nadia
- Staying Alive (1983) als Laura
- The Master of Ballantrae (1984)
- Haunted By Her Past (1987) televisiefilm als Megan McGuire
- The Bride In Black (1990) als Cybil Cobb
- Soapdish (1991) niet gecrediteerd als All My Trials actrice
- Aspen Extreme (1993) als Bryce Kellogg
- Dark Side of Genius (1994 als Jennifer Cole
- Above Sucpicion (1994 als Iris
- The Crying Child (1996) televisiefilm als Jo Parker
- Generation X (1996) televisiefilm als Emma Frost/White Queen
- Prison of Secrets (1997) televisiefilm als Angie
- The Corpporate Ladder (1997) stem van Dr. Woodward
- Tycus (1998) als Amy Lowe
- Jekyll Island (1998) als Ronnie Fredricks
- Pochahontas II Journey To A New World (1998) stemacteur
- Rocking Good Times (1999) als Ginger
- Intrepid (2000) als Katherine Jessell

## Televisie werk
- General Hospital als Anna Devane-Scorpio-Lavine-Scorpio (1985 1992), (1999 - mei 2006), (juni 2006-augustus 2006)
- Jack's Place (1992) als Chelsea Duffy
- Blossom (1994 1995) als Carol Russo
- Pacific Palisades (1997) als Kate Russo
- All My Children (1999 2001), (2001 2003 als Dokter Alexandra Devane-Merrick/Anna Devane
- Who's Your Daddy? (2005)
- Charmed (1998 2006) als Patricia Halliwell
- How Do I Look? heden, als zichzelf.

- Biblioteca Nacional de España: XX1297510
- Bibliothèque nationale de France: cb13990431c (data)
- Gemeinsame Normdatei: 1247382664
- International Standard Name Identifier: 0000 0001 1440 6333
- Library of Congress Control Number: n97842429
- Nationale Bibliotheek van Polen: a0000001280527
- Virtual International Authority File: 29727839
- WorldCat: E39PBJh4qqrwT79jcTcRTt8cT3